# Michel-Yves Kochmann
Michel-Yves Kochmann, né le 6 novembre 1962 à Mulhouse, est un guitariste et compositeur français.

## Biographie
Michel-Yves Kochmann effectue des études de musique classique en cours privés pendant deux ans avec Patrick de Belleville, professeur de  guitare classique à Orléans, puis au conservatoire  national de Tours.
Il est guitariste électrique, mais aussi arrangeur, bassiste ; il joue notamment sur oud, ukulélé, bouzouki, saz et d'autres instruments ethniques. Il a accompagné notamment Alain Souchon, Laurent Voulzy, Jane Birkin, Elsa, Julien Clerc, Nolwenn Leroy.
Il a participé à des émissions de la télévision française, comme La Nouvelle Star, Les Enfoirés, Tapis Rouge, The Voice, The Voice Kids, les Victoires de la Musique.
Il a été marié avec la chanteuse Véronique Lortal.

## Collaborations
- 1973 : Rentrée au conservatoire de Tours[2].
- 1976 : Bassiste dans le Big Band de Marc Robert.
- Fin 1982 à juin 1983 : Tournée comme bassiste au Cirque Pinder - Jean Richard[2],[4].
- Juin 1983 : Premier prix de guitare en Supérieur au conservatoire de Tours.
- 1985 : Séances pour le réalisateur Jean Yanne (film « Liberté Égalité Choucroute »)[4], première tournée avec Jeanne Mas[4], rencontre avec Guy Delacroix, arrangements du titre « Viva la Vida » de Michel Fugain.
- 1986 : Rencontre avec Alain Souchon.
- 1987 : Directeur musical du premier spectacle live de Jane Birkin au Bataclan, suivi d’une longue tournée[2].
- 1988 : Rencontre avec Laurent Voulzy. Tournée avec le groupe Images, réalisation d’un single pour Véronique Lortal (« la Séga c’est gai »), quelques pubs composées avec Éric Allouche.
- 1989 : Album Zap-Zap de Louis Chedid, séances « Dandy » pour Alain Souchon, longue tournée avec Alain Souchon débouchant sur le live Nickel.
- 1990 : Album de Laurent Voulzy Caché derrière (le titre Guitare Hérault) ; album Christophe Deschamps ; direction d’orchestre pour la tournée d’Elsa.
- 1991 : Direction d’orchestre de la deuxième tournée de Jane Birkin, Je suis venue te dire que je m'en vais…. Casino de Paris puis tournée… Enregistrement du nouvel album d’Elsa.
- 1992 : Nombreuses séances.Dernier trimestre : début de la tournée de Laurent Voulzy.
- 1993 : Nouvelles pubs à composer avec Éric Allouche (Palladium, Jeep Cherokee) ; Séances pour Jeanne Mas, enregistrement de l’album C’est déjà ça d’Alain Souchon.
- 1994 : Début de la longue saga avec Les Enfoirés  – Promos Alain Souchon en live, Album « Clémence Lhomme », Pub Palladium, Album des Cherche-Midi, Album de Renaud La Belle de Mai, Alain Souchon à l’Olympia suivi d’une longue tournée.
- 1995 : Live d’Alain Souchon, Les Enfoirés à l’Opéra comique, Album « Sol En Si », première émissions de TV en live dirigées par Guy Delacroix, quelques Taratata.
- 1996 : Les Enfoirés, séances de pubs, premier album solo (Souchon du bout des doigts chez EMI), séances de musiques de films pour Alexandre Desplat (La traversée du désert ; Un petit grain de folie).
- 1997 : Les Enfoirés ; Composition et réalisation d’un single pour Véronique Lortal (Le désert est habité) album du groupe Images réalisé par Jean-Yves D'Angelo, Soirée télévisée en live pour la dernière soirée du « vieil » Olympia (Les Enfants de l’Olympia), spectacle Sol en Si suivi d’une tournée (Maxime Le Forestier, Zazie, Michel Jonasz, Maurane, Lara, Alain Souchon & Francis Cabrel).
- 1998 : Les Enfoirés, album de Coumba Gawlo, album d'Ophélie Winter, les Victoires de la Musique ; concert avec Pavarotti[5] à la Halle Tony Garnier à Lyon, puis concert des trois Ténors sous la Tour Eiffel pour la Coupe du Monde.
- 1999 : Les Enfoirés ; Victoires de la Musique, Album de Patrick Bruel, nombreuses émissions Tapis rouge en live, album Sol En Si, Pubs avec Eric Allouche (Soflens, UCB), production et compositions avec Jean-Jacques Milteau de 4 titres sur son album Bastille Blues, création du groupe Tattoo avec Laurent Faucheux et Paul-Michel Amsallem (deux albums chez EMI), album de Alain Souchon Au ras des pâquerettes, produit par Renaud Létang, tournée avec Liane Foly Acoustic Tour.
- 2000 : Les Enfoirés ; nombreuses émissions de TV, tournée avec Alain Souchon, album Noël Ensemble, séances pour Dany Boon, album de Liane Foly Entre nous.
- 2001 : Les Enfoirés, séance pour Johnny Hallyday, tournée avec Alain Souchon à trois musiciens.
- 2002 : Continuation de la tournée avec Alain Souchon.

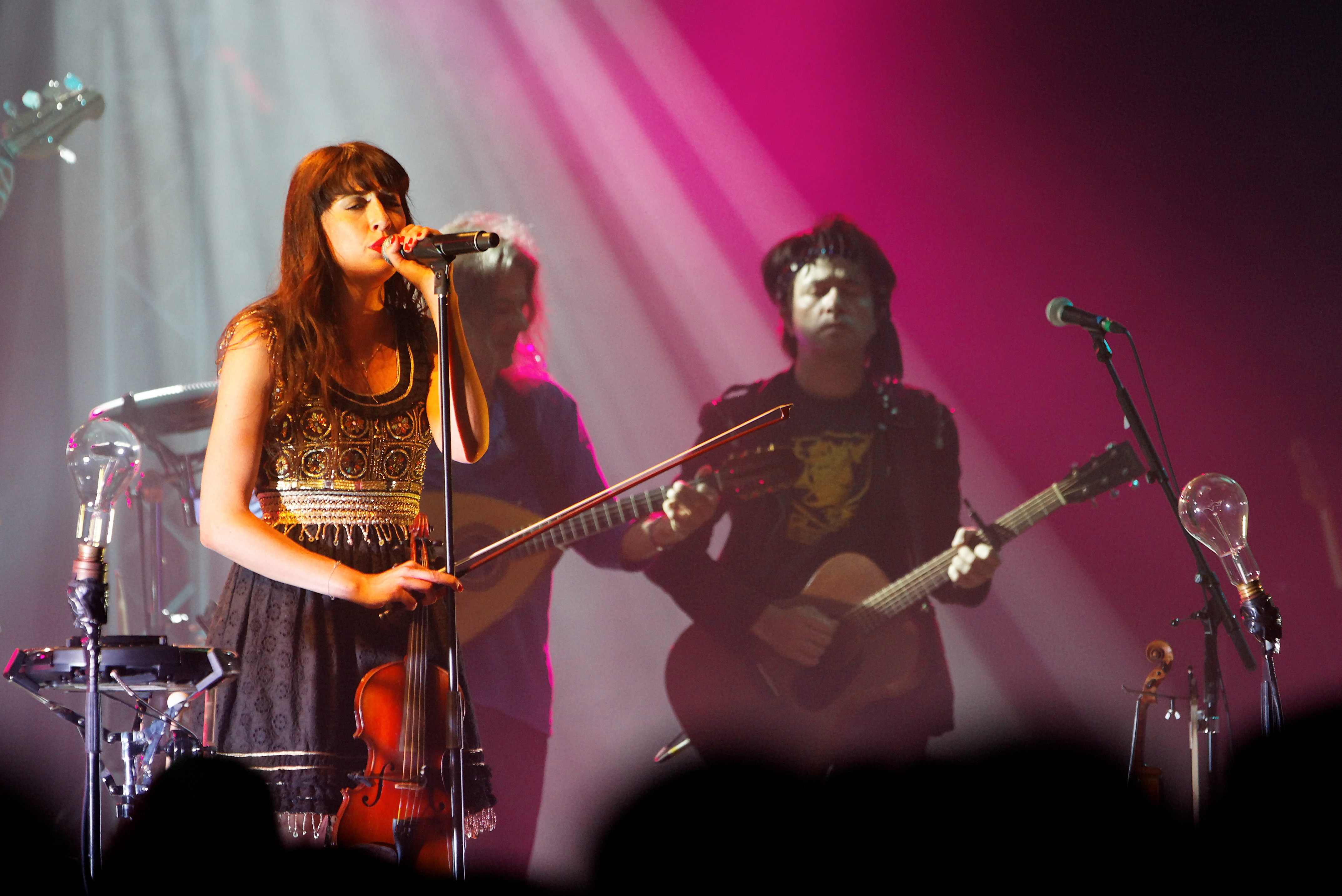
Il accompagne Nolwenn Leroy en 2003-2004 et en 2011-2012

- 2003 : Les Enfoirés, Suivre une étoile (Nolwenn Leroy), Album « Studio » de Julien Clerc, émission A la recherche de la Nouvelle Star dirigée musicalement par Olivier Schultheis, direction d’orchestre de la tournée des L5.
- 2004 : Les Enfoirés, Victoires de la musique (direction Arnaud Dunoyer de Segonzac), La Nouvelle Star, composition pour des éditeurs de musiques d’illustration sonore (Kapagamma, Vox Terrae, la filiale musicale de Nature et Découvertes), séances pour « Iznogoud » de Patrick Braoudé (compositeur Jacques Davidovici), séances pour la musique du film « San Antonio » (compositeur Jean-Yves D'Angelo), séances de l’album de Georges-Alain, illustration musicale d’un sujet trash pour « Groland ».
- 2005 : Les Enfoirés à Bercy, Victoires de la musique, nouvel album de Alain Souchon (La vie Théodore), La Nouvelle Star, séances de pubs (Velvet Lab notamment), arrangements de l’album de Vanessa Guedj (réalisé par Lionel Gaillardin).
- 2006 :  Promo de l’album de Alain Souchon, longue tournée (jusqu’à juin), d’août à novembre tournée avec Liane Foly, décembre comédie musicale « Le Roi Soleil ».
- 2007 : Les Enfoirés (Nantes), Victoires de la musique, Nouvelle Star, album « Psychédélices » d’Alizée.
- 2008 : Les Enfoirés (Strasbourg), Nouvelle Star, début de la tournée avec Julien Clerc.
- 2009 : Continuation de la tournée avec Julien Clerc, nouvelle tournée avec Alain Souchon.
- 2010 : Nouvelle Star, suite de la tournée avec Alain Souchon.
- 2011-2012 : Nolwenn Leroy, tournée Bretonne

## Discographie

### Solo
- Souchon du bout des doigts (1995)[3]
- Classic Rock Guitar (1998)
- Only Guitars (2008)[3]